# 索斯泰尼奥
索斯泰尼奥（義大利語：Sostegno），是意大利比耶拉省的一个市镇。总面积18平方公里，人口775人，人口密度43.1人/平方公里（2009年）。ISTAT代码为096064。